# Stöckli (entreprise)
Pour les articles homonymes, voir Stöckli.
Stöckli Swiss Sports est une entreprise suisse, active dans la fabrication de matériel sportif et de ski.

## Description
L'entreprise compte 80 collaborateurs qui produisent 60.000 paires de ski par année.